# Egilona
Egilona (tra il 659 e il 680 – dopo il 718) è stata una nobile gota, ultima Regina consorte dei Visigoti dal 710 al 711 oppure 713.

## Origine
Di Egilona, di nobile famiglia Visigota, non si conoscono gli ascendenti; secondo il Diccionario biográfico español, Real Academia de la Historia era imparentata col re Witiza.

## Biografia
Egilona aveva sposato Roderico, che, nel 710, divenne Re dei Visigoti, e che fu l'ultimo re visigoto, a causa dell'invasione musulmana della penisola iberica; il matrimonio viene confermato da diverse cronache arabe in cui Egilona viene citata come Aylo, nella Histoire de l'Afrique et de l'Espagne, Umm-Asim dalla Ajbar Machmuâ: crónica anónima, Oumm-Aasim nella Histoire de la conquête de l'Espagne par les Musulmans.
Durante la conquista islamica della penisola iberica, lo scontro decisivo avvenne il 19 luglio 711 nella valle del Rio Salado, presso Cadice, nella battaglia del Guadalete che si protrasse per ben otto giorni, dal 19 al 26 dello stesso mese: alla fine, l'esercito di Rodrigo fu sconfitto. L'esito della battaglia fu fatale al re e al regno dei Visigoti.

Secondo qualche fonte, Rodrigo sarebbe morto nel corso della battaglia.

Forse anziché alla Battaglia del Guadalete, vicino a Medina-Sidonia (Cadice) nel luglio 711, come creduto, morì a Segovia, nel 713.

Il Chronica Regum Visigotthorum infatti cita Roderico, confermando che fu re per tre anni, mentre il Laterculus regum Visigothorum precisa che Roderico regnò sette anni e sei mesi; infine il Chronicon Albeldense conferma che Roderico regnò tre anni e che i Saraceni misero fine al regno dei Visigoti.
Dopo la morte di Roderico, Egilona venne catturata dal capo moro, Abd al-Aziz ibn Musa, figlio dell'emiro Mūsā ibn Nuṣayr, secondo Wālī di al-Andalus, come conferma la Ajbar Machmuâ: crónica anónima.
Dopo che Musa era partito da al Andalus per recarsi a Damasco, dove era stato convocato dal califfo al-Walid ibn Abd al-Malik, Abd al-Aziz ibn Musa, divenne il terzo Wālī di al-Andalus, come conferma la Histoire de la conquête de l'Espagne par les Musulmans.
L'Wālī si innamorò di lei, e nell'anno 713 Egilona accettò di diventarne la moglie e risiedettero a Siviglia.
Egilona fu una delle persone più influenti del tempo. Era in grado di influenzare Abd al-Aziz ibn Musa in modo da fargli mostrare clemenza verso i prigionieri cristiani e la cosa ancor meno gradita ai mori fu l'incoronazione di Abd Aziz. 

Nemmeno a Damasco la notizia fu favorevolmente ricevuta dal nuovo califfo degli Omayyadi, Sulayman ibn Abd al-Malik, il quale aveva fatto imprigionare il padre, Mūsā ibn Nuṣayr, e dato ordine di uccidere Abd al-Aziz ibn Musa reo di aver tentato di stabilire una propria monarchia; Abd al-Aziz venne ucciso in una moschea.

Anche Spagna musulmana e Portogallo riporta la condanna e l'assassinio di Abd al-Aziz ibn Musa.
La data della morte di Egilona non è conosciuta.

## Figli
Egilona non diede figli ai due mariti.

### Fonti primarie
- (LA)  Chronica Regum Visigotthorum, España Sagrada Tomo II.
- (LA)  Anastasii abbatis opera omnia.
- (LA)  Monumenta Germaniae Historica, Auctorum antiquissimorum, tomus XIII, Laterculus regum Visigothorum.

### Letteratura storiografica
- Paul Lunde, Ishbiliyah, Islamic Seville in Saudi Aramco World, 1993, pag. 20-31, versione del gennaio/febbraio 1993
- Rafik Darragi, Egilona, la dernière reine des Wisigoths, L'Harmattan, 2002. (ISBN 2296293417)
- (FR)  Histoire de la conquête de l'Espagne par les Musulmans
- (FR)  #ES Histoire de l'Afrique et de l'Espagne
- (ES)  Ajbar Machmuâ: crónica anónima
- (EN)  #ES Ibn Abd-el-Hakem's History of the Conquest of Spain
- (EN)  muslim spain and portugal